# Pantelis Michanikos
Pantelis Michanikòs (Limnia, 30 luglio 1926 – Londra, 1979) è stato un poeta cipriota.

## Biografia
Esordì nel 1952 sulla rivista letteraria Kypriakà Gràmmata (Lettere cipriote). In seguito continuò a pubblicare su varie riviste e giornali di Cipro. In tutto ha pubblicato tre raccolte di poesie e, in proprio, altre poesie sparse. L'amico e poeta Theodosis Nikolaou con il collaboratore Fivos Stavridis si sono occupati di raccogliere l'intera opera poetica.
Fin dall'inizio venne valutato come il rinnovatore della poesia cipriota di lingua greca. Le sue poesie sono state tradotte in varie lingue.